# Prospero Colonna (1410-1463)
Prospero Colonna (Roma, c. 1410 - 24 de Març de 1463) va ser un cardenal-nebot del Papa Martí V (Odo Colonna), l'elecció del qual va acabar amb el Cisma d'Occident.

## Biografia
Colonna va néixer al voltant de 1410, sent el cinquè fill del comte Lorenzo Onofrio Colonna i de Sveva Caetani, de la senyoria de Sermoneta. Colonna va ser notari apostòlic i, als 11 anys, va ser canonge de la Catedral de Lieja (1421), perdent el títol però recuperant-lo el 1426. Colonna va ser també l'ardiaca de Cantuaria de juny de 1424 a desembre de 1434, nomenat per Martí V, oncle seu. Colonna va rebre les ordes eclesiàstiques a Anglaterra, incloent la prebenda de Laughton, York, en un valor estimat de 33₤ per any, en una qüestió de disputa entre Colonna i Thomas Chapman, així com amb el successor de Chapman, John Lax. Va adquirir altres beneficis a Anglaterra en un moment en què el dret del papa de nomenar bisbes anglesos era una qüestió controvertida.
Colonna va ser fet cardenal-diaca in pectore el 24 de maig de 1426, malgrat no ser publicat fins al 8 de novembre de 1430. Després de la mort del seu oncle, Prospero es va unir a la resta de la família Colonna contra el successor de Martí, el Papa Eugeni IV, que va privar el cardenal de tots els seus beneficis. Colonna, amb l'ajuda de seus parents, va endur-se la major part del tresor papal, i va ser excomunicat per Eugeni IV.
Com les forces dels Colonna es van unir a la de la família Savelli i al Regne de Nàpols, Colonna va escapar de la ciutat de nit per a ajuntar-se a la forces rebels. El 22 de maig, a Paliano, Colonna va rebre el comandament de la guarnició del Duc de Calàbria, Lluís III de Provença, que comandava les tropes napolitanes fora dels murs de Roma. Les forces van entrar a la ciutat el 30 de maig, però van ser rebutjades per la família Orsini i Girolamo Riario.
Fins llavors protodiaca del Col·legi dels Cardenals, Colonna va ser el papable líder en el conclave de 1447, rebent 10 vots en la primera votació (només a dos de la majoria absoluta necessària), i va continuar rebent-ne 10 en els tres primers dies de votació. Colonna va tenir el suport dels cardenals francesos i dels que van quedar impressionats amb la influència que tenia amb diverses ciutats estat italianes, però no va tenir el suport del públic romà, a causa de la reputació de violència extrajudicial. Domenico Capranica va parlar a favor de Colonna, referint-se a ell com "Mansuetto agnello" (mansoi com un be). El Papa Nicolau V, el candidat escollit en última instància, va tornar tots els beneficis de Colonna.
Colonna va exercir el vot en el conclave de 1458, que va triar el Papa Pius II, afirmant: "Jo també voto per al Cardenal de Siena per papa". Colonna anys abans va canviar el seu vot de Piccolomini per Accessus després que els cardenals Guillaume d'Estouteville i Bessarió van intentar treure'l de la sala per la força.
Colonna va morir el dia 24 de març de 1463 i va ser enterrat en la Basílica dels Sants XII Apòstols, a Roma.

## Conclaves
- Conclave de 1431 - va participar de l'elecció del Papa Eugeni IV
- Conclave de 1447 - va participar de l'elecció del Papa Nicolau V
- Conclave de 1455 - va participar de l'elecció del Papa Calixt III
- Conclave de 1458 - va participar de l'elecció del Papa Pius II